# 介壽路 (岡山區)
介壽路（Gangyan Rd.）為高雄市岡山區的東西向道路，編號市道186號，起端銜接頂潭路，末端銜接安招路，共分為三段，仁壽路及岡山南路為分段點。是梓官區、彌陀區、岡山區通往中山高速公路岡山交流道及燕巢區的重要道路。

## 行經行政區域
- 岡山區

## 沿線設施
（由西至東）
- 介壽西路：
  - 中華民國空軍軍官學校
  - 空軍航空技術學院介壽校區
  - 舊後協代天府
  - 岡山聖文生天主教堂
- 介壽路：
  - 岡山陽明公園
  - 醒村
  - 高雄市岡山區兆湘國民小學
  - 岡山公14公園
  - 財政部高雄國稅局岡山稽徵所
  - 岡山公16公園
  - 中華電信岡山服務中心
- 介壽東路：
  - 岡山文化中心
  - 交通部高速公路局南區養護工程分局岡山工務段

## 公共自行車
- 高雄市公共自行車租賃系統：
  - 空軍軍史館：介壽西路西首1號(西側)
  - 中華民國空軍第三後勤指揮部：介壽西路200號(東側)
  - 岡山文化中心停車場：岡山南路/介壽東路口(東南側人行道)

## 相關連結
- 高雄市主要道路列表